# ココウモリ
ココウモリ（小蝙蝠、英語 microbat）は、哺乳綱翼手目のうちオオコウモリ（オオコウモリ科）以外の総称である。小翼手類（しょうよくしゅるい Microchiroptera）。
伝統分類では小翼手亜目（コウモリ亜目）に分類されていた。しかしココウモリは側系統であり、系統的分類ではこのグループは認められない。

## 特徴
オオコウモリが主に視覚に頼っているのに対し、ココウモリの視覚はあまり発達していない。その代わりに超音波による反響定位能力を獲得しており、光のないところでも障害物にぶつかることなく飛行が可能である。
基本的には虫食性だが、花蜜食、魚食、肉食、雑食などの種もおり、オオコウモリに対して多様性は大きい。

## 分類
小翼手亜目は、1985年に陽翼手下目Yangochiropteraと陰翼手下目Yinochiropteraに分けられ、それらがさらに上科・科に分けられてきた。またそれ以外に、サシオコウモリ上科サシオコウモリ科が所属下目不明とされていた。
しかし2001年、分子系統により小翼手亜目は側系統であることがわかったため、大きく変更された系統分類が提案された。小翼手亜目は側系統であるため分類群としては採用されず、ヤンゴキロプテラ亜目Yangochiropteraと、インプテロキロプテラ亜目Yinpterochiropteraに分割された。インプテロキロプテラには大翼手亜目とされていたオオコウモリも属する。
ヤンゴキロプテラ亜目は、伝統分類で同名の陽翼手下目とほぼ一致する。インプテロキロプテラ亜目は、陰翼手下目とオオコウモリ科を合わせたものにほぼ一致する。ただしいずれも、少数の科が変更されている。
上科は系統分類により大きく変更された。伝統分類と系統分類では、同じ名前の上科でも中身はかなり異なる。ただしいずれにせよ、上科は分類の専門家以外はあまり使わない傾向にある。一方、科は比較的安定している。
以下では伝統的分類における下目と系統分類における亜目の対応を示す。現生の上科・科についてはBurgin et al. (2020) に従った。
- †オニコニクテリス科 Onychonycteridae : オニコニクテリス（†は絶滅）
- †アルカイオニクテリス科 rchaeonycteridae : イカロニクテリス , パレオキロプテリクス
- インプテロキロプテラ亜目 Yinpterochiroptera（キクガシラコウモリ上科とオオコウモリ科）
  - キクガシラコウモリ上科 Rhinolophoidea（＝陰翼手下目 Yinochiroptera）
    - アラコウモリ科 Megadermatidae
    - オナガコウモリ科 Rhinopomatidae
    - カグラコウモリ科 Hipposideridae horseshoe bat : カグラコウモリ - キクガシラコウモリ科に含めることもある
    - キクガシラコウモリ科 Rhinolophidae : キクガシラコウモリ
    - ブタバナコウモリ科 Craseonycteridae Kitti's hog-nosed bat
    - （和名なし）科 Rhinonycteridae : オレンジカグラコウモリ
- ヤンゴキロプテラ亜目 Yangochiroptera（＝陽翼手下目）
  - サシオコウモリ上科 Emballonuroidea
    - サシオコウモリ科 Emballonuridae
    - サラモチコウモリ科 Myzopodidae
    - ミゾコウモリ科 Nycteridae

  - ウオクイコウモリ上科 Noctilionoidea
    - ウオクイコウモリ科 Noctilionidae
    - クチビルコウモリ科 Mormoopidae
    - スイツキコウモリ科 Thyropteridae
    - ツギホコウモリ科 Mystacinidae
    - ツメナシコウモリ科 Furipteridae
    - ヘラコウモリ科 Phyllostomidae leaf-nosed bat

  - ヒナコウモリ上科 Vespertilionoidea
    - アシナガコウモリ科 Natalidae
    - オヒキコウモリ科 Molossidae free-tailed bat
    - ユビナガコウモリ科 Miniopteridae
    - （和名なし）科 Cistugidae : アンゴラホオヒゲコウモリ属 Cistugo
    - ヒナコウモリ科 Vespertilionidae : アブラコウモリ